# Jacob Hansen
Jacob Hansen (9. november 1970 i Esbjerg) er en dansk sanger, guitarist og musikproducer, der driver Hansen Studios. Han har været forsanger i thrash metalbandet Invocator og Beyond Twilight.
Som producer har han arbejdet med adskillige både danske og internationale navne, særligt inden for rock- og heavy metal-genren. Han har bl.a. produceret samtlige af Volbeats albums og flere albums for Dúné.

## Karriere
Allerede som 15-årig var Hansen med til flere jamsessions. Dette resulterede i at han året efter var med til at danne thrash metalbandet Black Creed, der kort efter ændrede navn til Invocator. I første halvdel af 1990'erne udgav bandet tre album med Hansen som sanger og guitarist. I 1995 gik bandet i opløsning. Syv år senere blev bandet dog gendannet, og i 2003 udgav de albummet Through the Flesh to the Soul.
Han blev medlem af Beyond Twilight, som han tidligere havde indspillet to album med som forsanger. 
Fra 2006-2011 var Hansen sanger i det progressive metalband Anubis Gate, hvor han både sang og producerede albummerne Andromeda Unchained og The Detached. 
Siden 1990 har Hansen været aktiv som musikproducer i Ribe, hvor han driver Hansen Studios. Han arbejdede oprindeligt med lokale navne som Urkraft, Raunchy og The Arcane Order. I midten af af 2000'erne de de første udenlandske bands som Maroon, Deadlock og Rob Rock til Ribe for at indspille musik i hans studie. Han arbejder særligt med rock- og heavy metalbands. I 2003 producerede hansen demoen Beat the Meat for det danske heavy metalband Volbeat. Dette blev starten på et samarbejde, der har varet lige siden, og Hansen har produceret alle deres albums. I et interview udtalte forsangeren Michael Poulsen han havde "en stor del af fortjenesten af, at vi [Volbeat] lyder som vi gør." Han har også produceret adskillige albums for det danske rockband Dúné og der færøske viking metalband Týr.
Ved Danish Metal Awards har han modtaget prisen for "Bedste produktion" for Hatespheres album The Sickness Within sammen med Tue Madsen i 2005, for Volbeats album Guitar Gangsters & Cadillac Blood i 2008 og for Anubis Gates album The Detached i 2009.

## Diskografi

### Med Invocator
- 1991: Excursion Demise
- 1993: Weave the Apocalypse
- 1995: Dying to Live
- 2003: Through the Flesh to the Soul

### Med Beyond Twilight
- 2005: Section X
- 2006: For the Love of Art and the Making

### Med Anubis Gate
- 2007: Andromeda Unchained
- 2009: The Detached